# 丁溶
丁溶，陕西人，清朝政治人物。
丁溶曾于1718年接替刘翰徵任福建永安县知县一职，1726由丁源渭接任。